# King of the Mountain match
A King of the Mountain match é um tipo de luta de wrestling profissional exclusiva da Total Nonstop Action Wrestling (TNA). Ela Consiste de 5 competidores pelo TNA World Heavyweight Championship. Essa luta acontece anualmente no pay-per-view Slammiversary em Junho.

## Formato
Os cinco competidores começam "sem ter direito de ganhar". Para ganhar esse direito eles tem que realizar pinfall ou submission. O participante que é "pinado" é obrigado a passar dois minutos em uma jaula que fica na parte de fora do ringue. Mais de um lutador pode ficar na cela. Em ocasiões podem ocorrer pequenas lutas dentro da jaula ou até alianças entre os "confinados".
Uma vez que ganhou o direito de ganhar, o participante tem que tentar pendurar o título em um gancho suspenso acima do ringue.
Apenas um lutador conseguiu manter-se campeão em uma King of Mountain match: Samoa Joe em 2008.

## História
| No. | Luta | Evento, Data e Local                                             |
| --- | --- | ---------------------------------------------------------------- |
| I   | Jeff Jarrett derrotou Ron Killings (c), A.J. Styles, Raven, e Chris Harris para ganhar o NWA World Heavyweight Championship         | TNA pay-per-view 2 de junho 2004, Nashville, Tennessee           |
| II  | Raven derrotou A.J. Styles (c), Monty Brown, Abyss, e Sean Waltman para ganhar o NWA World Heavyweight Championship                 | Slammiversary 2005 19 de junho 2005, Orlando, Florida            |
| III | Jeff Jarrett derrotou Christian Cage (c), Abyss, Ron Killings, e Sting para ganhar o NWA World Heavyweight Championship             | Slammiversary 2006 18 de junho 2006, Orlando, Florida            |
| IV  | Kurt Angle derrotou Samoa Joe, A.J. Styles, Christian Cage, e Chris Harris para se tornar o primeiro TNA World Heavyweight Champion | Slammiversary 2007 17 de junho 2007, Nashville, Tennessee        |
| V   | Samoa Joe (c) derrotou Robert Roode, Booker T, Rhino e Christian Cage para reter o TNA World Heavyweight Championship               | Slammiversary 2008 8 de junho 2008, Southaven, Mississippi       |
| VI  | Kurt Angle derrotou Mick Foley (c), Jeff Jarrett, A.J. Styles e Samoa Joe para vencer o TNA World Heavyweight Championship          | Slammiversary (2009) 21 de junho de 2009, Auburn Hills, Michigan |

## Variações
Em 5 de junho 2008 na edição do iMPACT! aconteceu a X Division King of the Mountain Match. Nessa luta, o grande "X" vermelho geralmente associado com as Ultimate X matches como o objeto a ser pendurado.
| No. | Luta | Evento, Data e Local                                             |
| --- | --- | ---------------------------------------------------------------- |
| I   | Kaz derrotou Chris Sabin, Curry Man, Jimmy Rave e Johnny Devine para ganhar uma luta pelo TNA World Heavyweight Championship | Impact! Zone 5 de junho 2008, Orlando, Florida                   |
| II  | Suicide (c) derrotou Jay Lethal, Consequences Creed, Chris Sabin e Alex Shelley para manter o TNA X Division Championship    | Slammiversary (2009) 21 de junho de 2009, Auburn Hills, Michigan |